# Mars Scout
Mars Scout — космическая программа NASA по изучению Марса.
Программа Mars Scout создана для отправки на Марс небольших и недорогих исследовательских аппаратов. Концепции миссий отобраны на конкурсной основе из инновационных предложений со стороны научного сообщества. Каждый проект программы Mars Scout стоит более 485 млн долларов США.
В рамках программы осуществлён запуск автоматической марсианской станции Phoenix и разработан искусственный спутник Марса MAVEN (от англ. Mars Atmosphere and Volatile EvolutioN), запуск которого состоялся в 2013 году

## Миссия первая
Первым космическим аппаратом в этой программе был Phoenix, автоматическая марсианская станция, первоначально предназначенная для отмененной миссии Mars Surveyor, но адаптированная к новой миссии. Phoenix был запущен 4 августа 2007 года и совершил посадку в северной, полярной части планеты 25 мая 2008 года. На его борту находился комплекс приборов, позволяющих изучать геологическую историю воды, а также исследовать среду, с целью выявления условий, благоприятных для жизни микроорганизмов.
Главная задача была выполнена успешно, миссия была завершена 10 ноября 2008 года, после того, как инженеры не смогли связаться с космическим аппаратом. Последний сеанс связи автоматической марсианской станции с Землей состоялся 2 ноября 2008 года.

## Миссия вторая
15 сентября 2008 года NASA объявило, что проект MAVEN выбран для второй миссии. Запуск искусственного спутника Марса состоялся 18 ноября 2013 года.
Изначально эту миссию предполагалось сделать «двойной», в которой участвуют два искусственных спутника, позже NASA опубликовало информацию, в которой говорилось, что они планируют финансировать только один.
Есть несколько доказательств, которые показывают, что Марс потерял большую часть своей атмосферы миллиарды лет назад. Искусственный спутник Марса MAVEN изучит нынешние темпы атмосферных потерь с акцентом на роль солнечного ветра, быстро движущихся ионов и магнитного поля.